# Gerhard Scheller
Gerhard Scheller, né le 19 octobre 1958 à Nuremberg, est un coureur cycliste allemand, spécialiste de la vitesse et du kilomètre sur piste.

## Biographie
Gerhard Scheller suit une formation de  mécanicien de véhicules à moteur. En 1975, il devient en Suisse vice-champion du monde de vitesse juniors (moins de 19 ans) derrière l'Argentin Ottavio Dazzan. Entre 1975 et 1977, il a remporté cinq titres nationaux dans diverses disciplines. 
En 1983, il est à Zurich vice-champion du monde du kilomètre chez les amateurs, derrière le soviétique Sergueï Kopylov. En 1984, il participe aux Jeux olympiques de Los Angeles et termine cinquième du tournoi de vitesse. Il est également multiple champion d'Allemagne chez les amateurs en vitesse et sur le kilomètre.
En 1979, il gagne le Grand Prix de Hanovre, l'un des tournois de vitesse traditionnels en Allemagne. Il s'impose devant Fredy Schmidtke et Anton Tkáč, alors champion du monde en titre à l'époque. En 1982 et 1985, il gagne à nouveau le Grand Prix.
En 1986, Scheller a commencé à participer à des compétitions sur le vélomobile  « Vector » de Wolfgang Gronen, notamment aux « Championnats de vitesse des véhicules à propulsion humaine » au Canada. En 1987, il établit un nouveau record sur les rives de la Moselle avec le « Vector » en parcourant 100 kilomètres en 1 heure 31 minutes et 24 secondes et atteignant, soit une moyenne de 65,709 kilomètres à l'heure. Par la suite, il bat d'autres records du monde, y compris l'un sur le plus haut vélodrome à La Paz, en Bolivie. 

## Palmarès

### Jeux olympiques
- Los Angeles 1984
  - 5e de la vitesse

### Championnats du monde
- Le Chalet-à-Gobet 1975 (juniors)
  -  Médaillé d'argent de la vitesse juniors
- Zurich 1983
  -  Médaillé d'argent du kilomètre amateurs

### Championnats nationaux
- Champion d'Allemagne de l'Ouest de vitesse amateurs en 1977, 1979 et 1983
- Champion d'Allemagne de l'Ouest du kilomètre amateurs en 1979

### Autres compétitions
- Grand Prix de Hannovre en 1979, 1982 et 1985